# 梅以燕
梅以燕（？—？），字正謀，寧國府宣城縣人，清朝數學家。
梅文鼎子。康熙三十二年（1693年）癸酉科舉人。以家學淵源，於算學頗有造詣。其父謂“能助余之思”。早卒。
子梅瑴成，官至左都御史。

## 延伸阅读
[在维基数据编辑]
 《清史稿·卷506》，出自趙爾巽《清史稿》